# Внутреннее расследование (фильм)
«Вну́треннее рассле́дование» (англ. Internal Affairs) — американский детективный триллер 1990 года выхода авторства Майка Фиггиса, главные роли в котором исполнили Ричард Гир, Энди Гарсиа и Нэнси Трэвис.

## Сюжет
Тэглайн: «Верьте ему… он — полицейский».
Рэймонд Авилья и Эми Уоллес из отдела внутренних расследований полиции Лос-Анджелеса следят за полицейским Дэннисом Пеком. Напарник Пека, ван Стретч, согласен дать показания против него, чтобы избежать суда. Пек угрожает жене Авильи, если тот не прекратит расследование, а ван Стретч ранен преступником, нанятым Пеком, и погибает от рук своего напарника. Пеку удаётся оправдать убийство необходимой обороной.
Авилья видит собственную жену вместе с Пеком, который пытается убедить его, что у них роман, хотя Кэтлин, супруга Авильи, утверждает обратное. Впрочем, давление на семью Пека даёт свои плоды: жена Пека указывает на одного из сообщников мужа, Стивена Аррокаса. А в это время Стивен застаёт свою жену и Пека в собственном доме, но гибнет от рук Пека, который ранит и Уоллес, прибывшую вместе с Авильей в дом подозреваемого.
Авилья, опасаясь за жизнь Кэтлин, спешит домой…

## В ролях
- Ричард Гир — Дэннис Пек;
- Энди Гарсиа — Рэймонд Авилья;
- Лори Меткальф — Эми Уоллес;
- Нэнси Трэвис — Кэтлин Авилья;
- Ричард Брэдфорд — Грайб;
- Уильям Болдуин — ван Стретч;
- Майкл Бич — Дориан Флетчер;
- Джон Капелос — Стивен Аррокас;
- Кэтрин Боровиц[исп.] — Това Аррокас;
- Фей Грант — Пенни Стретч;
- Элайджа Вуд — Шон Стретч;
- Хезер Лорен Олсон — Меган Пек.